# تييري جان بيار
تييري جان بيار (بالفرنسية: Thierry Jean-Pierre)‏ هو محامي وسياسي فرنسي، ولد في 27 يوليو 1955 في فرنسا، وتوفي في 26 يوليو 2005 بسبب سرطان. حزبياً، نشط في حزب الشعب الأوروبي والحزب الديمقراطي الأوروبي ‏ والديمقراطية الليبرالية (حزب سياسي). وقد انتخب عضو في البرلمان الأوروبي.